# Gare de Cysoing
La gare de Cysoing est une gare ferroviaire française de la ligne de Somain à Halluin, située sur le territoire de la commune de Cysoing, dans le département du Nord en région Hauts-de-France. 
Elle est mise en service en 1878 par la Compagnie des chemins de fer du Nord. C'est une halte voyageurs de la Société nationale des chemins de fer français (SNCF), desservie par des trains TER Nord-Pas-de-Calais.

## Situation ferroviaire
Établie à 30 mètres d'altitude, la gare de Cysoing est située au point kilométrique (PK) 256,5 de la ligne de Somain à Halluin, entre les gares de Cobrieux et de Bouvines.

## Histoire

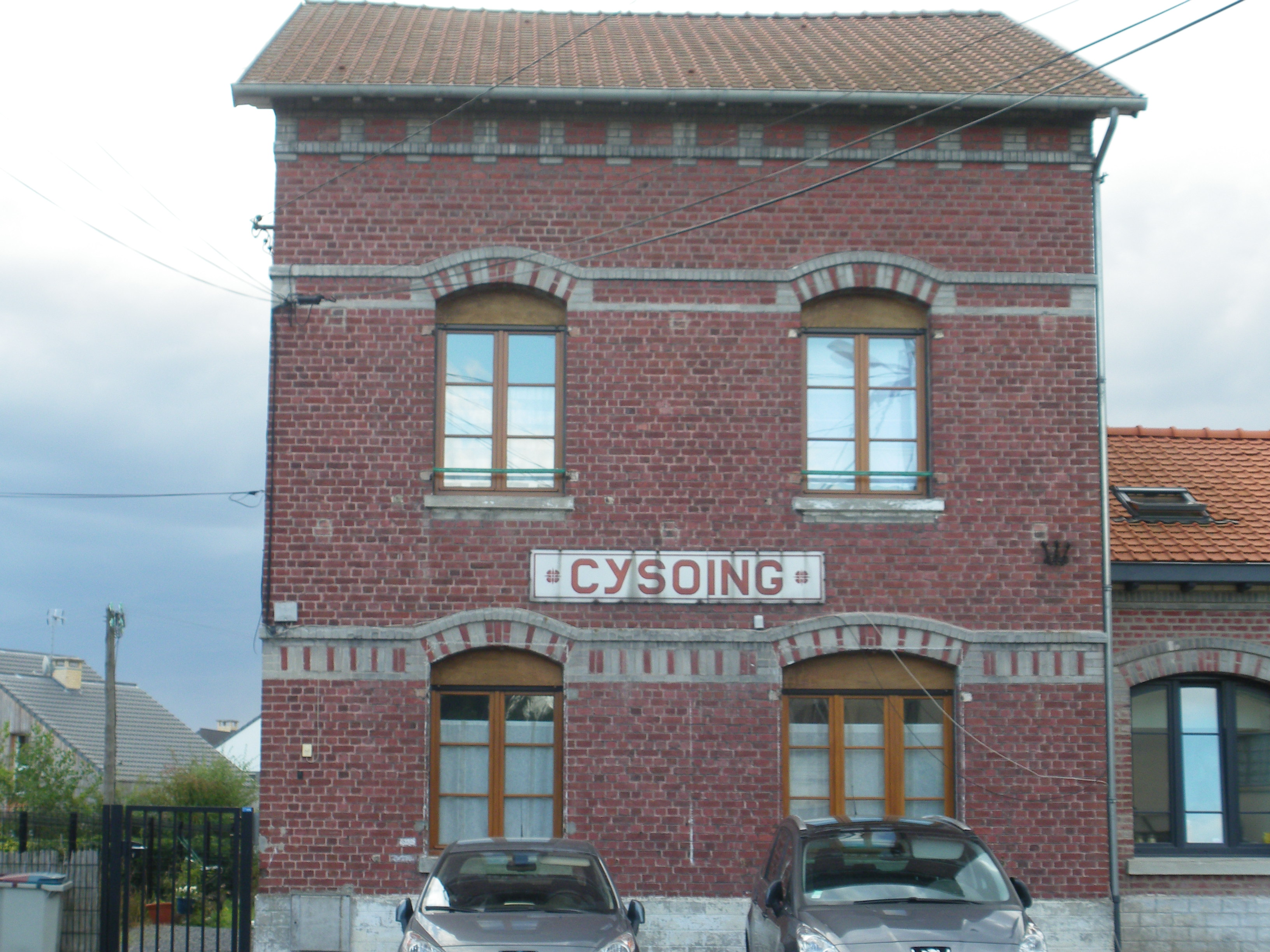
Vue de l'ancienne gare de Cysoing.

La Compagnie des chemins de fer du Nord-Est obtient le 25 mai 1869 la concession d'un chemin de fer de Somain à Roubaix-Tourcoing via Orchies et Cysoing. La Compagnie des chemins de fer du Nord reprend les lignes et la concession de la Compagnie du Nord-Est le 1er janvier 1876 avant le début des travaux. La gare Cysoing et la section de ligne d'Orchies à Tourcoing sont mises en service et inaugurées le 15 mai 1878.
En 1885, un portique est installé.

## Service des voyageurs

### Accueil
Halte SNCF, c'est un point d'arrêt non géré (PANG) à entrée libre. 

### Desserte
Cysoing est desservie par des trains TER Nord-Pas-de-Calais qui effectuent des missions entre les gares d'Orchies et d'Ascq.
Cependant, cette exploitation a cessé en 2015, et devrait reprendre en 2018 après des travaux de régénération de la voie ferrée.

### Intermodalité
Le stationnement des véhicules est possible à proximité de l'ancien bâtiment voyageurs.